# Camponotus descarpentriesi
Camponotus descarpentriesi é uma espécie de inseto do gênero Camponotus, pertencente à família Formicidae.